# الشفوية الثانوية
الشفوية الثانوية هي الشفهية التي تعتمد على ثقافة القراءة والكتابة ووجود الكتابة، مثل مذيع التلفزيون الذي يقرأ الأخبار أو الإذاعة. وعلى الرغم من وجودها في الصوت، إلا أنها لا تتمتع بسمات الشفهية الأولية؛ لأنها تفترض وتعتمد على التفكر والتعبير الكتابي، وربما حتى الأشخاص يقرؤون مواد مكتوبة. وبالتالي فإن الشفهية الثانوية عادة لا تكون مكررة ولا تحتوي على الإعادة والتكرار بنفس الطريقة التي تتضمنها الشفهية الأولية، والثقافات التي تحتوي على الكثير من الشفهية الثانوية ليست بالضرورة مشابهة للثقافات الشفهية الأولية. لا ينبغي الخلط بين الشفهية الثانوية ومصطلح "البقايا الشفهية" التي لم تنتقل فيها الثقافة بشكل كامل إلى الثقافة المكتوبة وتحتفظ بالعديد من خصائص الثقافات الشفهية الأولية. الشفهية الثانوية هي ظاهرة مرتبطة بمرحلة ما بعد معرفة القراءة والكتابة، في حين أن البقايا الشفهية هي مرحلة في الانتقال من ما قبل القراءة والكتابة إلى مرحلة القراءة والكتابة.

## المصطلح
وصف والتر جيه أونج لأول مرة مفهوم الشفهية الثانوية في كتابه "البلاغة والرومانسية والتكنولوجيا" الصادر عام (1971): تستند الشفهية الثانوية على التوجه الفردي الذي يستدعيه عصر الكتابة والطباعة والعقلانية الذي تدخل فيه بينها وبين الشفهية الأولية والذي يظل جزءًا منا. يتم إيداع التاريخ بشكل دائم، ولكن ليس بشكل غير قابل للتغيير، كبنية شخصية.
أشهر معرض لفكرة الشفوية الأولية والشفوية الثانوية لدى أونج جاء من خلال كتابه "الشفهية ومحو الأمية" الذي صدر عام (1982)، والطبعة الثانية منه صدرت عام (2002). في هذا الكتاب ناقش أونج الاختلافات بين الثقافات الشفهية والكتابية. استخدم أونج عبارة "الشفوية الثانوية"، واصفًا إياها بأنها "في الأساس شفهية أكثر تدبيرًا ووعيًا بذاتها، وتعتمد بشكل دائم على استخدام الكتابة والطباعة". وفقًا لطريقة تفكيره، فإن الشفهية الثانوية ليست كالشفهية الأولية، وهي شفهية الثقافات ما قبل القراءة والكتابة. تعمل المجتمعات الشفهية في زمن متعدد العصور، حيث تحدث أشياء كثيرة في وقت واحد، وقد لعبت التنشئة الاجتماعية دورًا كبيرًا في عمل هذه الثقافات، وكانت الذاكرة والحفظ لهما أهمية أكبر، مما زاد من مقدار الوفرة وتكرار المعلومات. كانت الثقافات الشفهية مضافة وليست تابعة، وأقرب إلى عالم الحياة البشرية، وأكثر ظرفية وتشاركية من الصفات الأكثر تجريدًا للثقافات الكتابية.

## قوس غوتنبرغ
يشير أونج إلى أن الثقافة الشفهية هيمنت على التواصل البشري، وأن العلامات الأولى لمحو الأمية تعود إلى ما قبل (6000) عام فقط. يتفق توم بيتيت مع أونج، من خلال اعتبار تعلم الكتابة أمرًا شاذًا وليس قاعدة. وهو يعتبر أن هذا هو عصر ما بعد غوتنبرغ حيث يتم تشكيل المعرفة من خلال الوسائط الرقمية، والتي يتم تسليمها عبر الإنترنت. يشير بيتيت إلى الـ500 سنة الماضية بأنها "قوس غوتنبرغ"، وهو المصطلح الذي صاغه لارس أول ساوربرغ، حيث يوضح بيتيت أنه قبل غوتنبرغ كانت المعرفة تتشكل شفهيًا، والآن، في عصر ما بعد غوتنبرغ، تتشكل المعرفة (بشكل متزايد) من خلال "الشفهية الثانوية". على شبكة الانترنت.

## قرية ماكلوهان العالمية
يناقش مارشال ماكلوهان في كتابه "مجرة جوتنبرج" (1962) فكرته عن "القرية العالمية"، وهو مفهوم يمكن ربطه بنظرة أونج للشفهية الثانوية. تشير ليليانا بونيغرو إلى أن ظهور وسائل التواصل الاجتماعي (مثل فيسبوك) والمدونات الصغيرة (أي تويتر) أدى إلى إعادة إضفاء الطابع القبلي على ثقافاتنا. المحادثات في هذه المساحات الاجتماعية هي مكتوبة، ولكنها تتميز بطابع أكثر حديثًا من التواصل المكتوب؛ إنها "تواصل سريع مع مجموعات كبيرة من الأشخاص بسرعة تشبه السرد الشفوي، دون الحاجة إلى مشاركة نفس المساحة الجغرافية مع جمهورك."